# Piekło (dopływ Ścinawki)
Piekło (dawn. niem. Höllen Graben) – potok, prawoboczny dopływ rzeki Ścinawki o długości 5,9 km. 
Źródła potoku znajdują się na wysokości 450 m n.p.m., w Czechach tuż przy granicy z Polską, pomiędzy Przepiórką (454 m n.p.m.) na północy a Kowalikiem (490 m n.p.m.) na południu w północno-zachodniej części Wzgórz Ścinawskich a ujście w Ścinawce Górnej.